# Camillina pernambuco
Camillina pernambuco är en spindelart som beskrevs av Müller 1987. Camillina pernambuco ingår i släktet Camillina och familjen plattbuksspindlar. Inga underarter finns listade.